# Шертой
Шертой (Хертой) — деревня в Эхирит-Булагатском районе Иркутской области России. Входит в состав Новониколаевского муниципального образования.

## Географическое положение
Находится примерно в 66 км к северо-востоку от районного центра.

## Топонимика
Топоним Шертой, возможно, происходит от бурятского шэрэтэй — окрашенный.
Топоним Хертой объясняется бурятским хээрэ, монгольским хээр — степь.

## Население
По данным Всероссийской переписи, в 2010 году в деревне проживало 16 человек (11 мужчин и 5 женщин).